# The Raven (álbum de The Stranglers)
The Raven es el cuarto álbum de estudio de la banda inglesa The Stranglers. Producido por Alan Winstanley y Steve Churchyard. Grabado en junio de 1979 en Air Studios de Londres (UK) y Pathe Marconi Studios de París, Francia. Lanzado en septiembre del mismo año por el sello United Artists.

## Listado de canciones
1. Longships (1:10)
2. The Raven (5:13)
3. Dead Loss Angeles (2:24)
4. Ice (3:26)
5. Baroque Bordello (3:50)
6. Nuclear Device (3:32)
7. Shah Shah A Go Go (4:50)
8. Don't Bring Harry (4:09)
9. Duchess (2:30)
10. Meninblack (4:48)
11. Genetix (5:16)
-2001 CD edition bonus tracks-
12. Bear Cage (2:50)
13. Fools Rush Out (2:09)
14. N'Emmenes Pas Harry (4:14)
15. Yellowcake UFO (2:55)

## Integrantes de The Stranglers
- Hugh Cornwell - Guitarra y voz.
- Jean Jacques Burnel - Bajo y coros.
- Dave Greenfield - Órgano, sintetizador y coros.
- Jet Black - Batería y percusión.

- Datos: Q1955725